# Konstantia av Sicilien (drottning av Aragonien)
Konstantia av Sicilien, född 1249, död 9 april 1302, var drottning av Aragonien och Sicilien, gift 1262 med kung Peter III av Aragonien. Hon var Siciliens tronpretendent 1268–1285.

## Biografi
Konstantia var dotter till Manfred av Sicilien och Beatrice av Savojen.
År 1266 erövrades kungariket Sicilien (då innefattande både ön och Syditalien), av Karl I av Anjou, som dödade hennes far. Hon tog då emot sin flyende faster, Anna av Hohenstaufen, vid hovet.
Konstantia kunde betraktas som sin fars potentiella arvtagare, men hävdade inte sitt anspråk. Under den Sicilianska aftonsången år 1282 hävdade hennes make och hennes söner sin rätt till ön Sicilien genom henne. Detta ledde till att kungariket Sicilien delades i ön Sicilien och kungariket Neapel. Hon blev då drottning på Sicilien.
Konstantia blev nunna efter sin mans död.